# Dominik Zafouk
Dominik Zafouk, également transcrit Zafauk, est un sculpteur bohémien, modeleur de monuments, de médailles et de bijoux en fonte.
À partir de la fin des années 1820, il travaille à la forge de Hořovice en tant que modélisateur et concepteur de formes de sculpture figurative en fonte. Il réalise des grands œuvres tels que la statue funéraire de l’évêque Leopold Thun-Hohenstein et un monument à la victoire de la Bataille de Kulm, 
Plusieurs membres de sa famille s’établissent comme  métallurgistes et sculpteurs-modélistes.

## Posterité
L'œuvre de Zafouk est conservée principalement en Europe centrale, dont les musées de Prague, de Bohême occidentale et de Vienne. 